# Peter Longerich
Peter Longerich (Krefeld, 1955) è uno storico tedesco.
È considerato dai colleghi storici, tra cui Ian Kershaw, Richard Evans, Timothy Snyder, Mark Roseman e Richard Overy, come una delle principali autorità tedesche sull'Olocausto.

## Biografia

### Carriera
Ha studiato all'Università di Monaco conseguendo il dottorato di ricerca in storia, e il master in storia e sociologia.
Nel 2002-2003, Longerich è stato titolare della cattedra presso l'Istituto Fritz Bauer di Francoforte. Nel 2003-04, è stato J.B. e Maurice Shapiro Senior Scholar nel Residence at the Centre for Advanced Holocaust Studies presso lo United States Holocaust Memorial Museum di Washington, dove ha lavorato a una biografia di Heinrich Himmler. Nel 2005-2006 è stato Fellow presso il Wissenschaftszentrum Nordrhein-Westfalen.
Longerich è stato direttore del Research Center for the Holocaust and Twentieth-Century History presso il Royal Holloway, University of London (RHUL), dove ha lavorato al fianco del defunto David Cesarani. Nel 2015, ha lasciato la sua posizione al Royal Holloway ed è tornato in Germania. I suoi principali interessi di ricerca includono la storia della Repubblica di Weimar, il Terzo Reich, la Seconda Guerra Mondiale, l'Olocausto, Heinrich Himmler e Joseph Goebbels.
Nelle sue opere, ha commentato i legami tra Adolf Hitler e l'Olocausto, oltre che sugli argomenti storici correlati, e ha pubblicato, nel 2001, un libro che documenta il ruolo centrale di Hitler nell'Olocausto intitolato The Unwritten Order. Il libro è nato dalla sua testimonianza di esperto nel processo David Irving. Esaminando il lavoro di Longerich, Timothy Snyder ha dichiarato l'Olocausto "profondo" e Heinrich Himmler: una vita "magnifica".

## Opere
- Verso la soluzione finale. La conferenza di Wannsee, Torino, Einaudi, 2018, ISBN 978-88-0623-599-4.
- Goebbels - Una biografia, Torino, Einaudi, 2022, ISBN 978-88-0625-781-1.
- Goebbels e la «guerra totale», Torino, Einaudi, 2024, ISBN 978-88-0626-336-2.

Inglese
- The Unwritten Order: Hitler's Role in the Final Solution, Stroud, Tempus Publishing, 2003, ISBN 978-0-7524-2564-1.
- Holocaust: The Nazi Persecution and Murder of the Jews, Oxford, University Press, 2010, ISBN 978-0-19-280436-5.
- Heinrich Himmler: A Life, Oxford, University Press, 2011, ISBN 978-0-19-959232-6.
- Goebbels: A Biography, Random House, 2015, ISBN 978-1400067510.
- Hitler: A Life, OUP Oxford, 2019, ISBN 978-0198796091.

Tedesco
- Die braunen Bataillone. Geschichte der SA, Monaco, Beck, 1989, ISBN 3-406-33624-8.
- Hitlers Stellvertreter. Führung der NSDAP und Kontrolle des Staatsapparates durch den Stab Heß und Bormanns Partei-Kanzlei., K.G. Saur, 1992, ISBN 3-598-11081-2.
- Politik der Vernichtung. Eine Gesamtdarstellung der nationalsozialistischen Judenverfolgung, Monaco, Piper, 1998, ISBN 3-492-03755-0.
- Die Wannsee-Konferenz vom 20. Januar 1942. Planung und Beginn des Genozid an den Europäischen Juden, Berlino, Hentrich, 1998, ISBN 3-89468-250-7.
- Der ungeschriebene Befehl. Hitler und der Weg zur Endlösung, Monaco, Piper, 2001, ISBN 3-492-04295-3.
- Davon haben wir nichts gewusst! Die Deutschen und die Judenverfolgung 1933–1945, Monaco, Siedler, 2006, ISBN 3-88680-843-2.
- Heinrich Himmler: Eine Biographie, Monaco, Siedler, 2008, ISBN 978-3-88680-859-5.
- Goebbels. Biographie, Monaco, Siedler, 2010, ISBN 978-3-88680-887-8.
- Hitler. Biographie, Monaco, Siedler, 2015, ISBN 978-3-8275-0060-1.
- Wannseekonferenz. Der Weg zur „Endlösung“, Monaco, Pantheon, 2016, ISBN 3570553442.
- Antisemitismus: Eine deutsche Geschichte. Von der Aufklärung bis heute, Monaco, Siedler, 2021, ISBN 978-3-8275-0067-0.